# Le Voleur de bicyclette
Pour plus de détails, voir Fiche technique et Distribution.
Le Voleur de bicyclette (Ladri di biciclette, litt. « Voleurs de bicyclettes ») est un film italien de Vittorio De Sica sorti en 1948. Le film retrace l'histoire d'un père de famille pauvre de l'immédiat après-guerre, en plein désarroi à la suite du vol de son outil de travail indispensable à la survie de sa jeune famille, sa bicyclette. Il est considéré comme un des chefs-d'œuvre du néoréalisme italien.
Adaptation pour le cinéma par Cesare Zavattini du roman de Luigi Bartolini avec Lamberto Maggiorani dans le rôle du père désespéré et Enzo Staiola dans le rôle de son courageux jeune fils, Le Voleur de bicyclette est récompensé d'un Oscar d'honneur (du film en langue étrangère le plus remarquable) en 1950, et est élu en 1952 comme le plus grand film de tous les temps par un sondage auprès de cinéastes et critiques de la revue Sight and Sound. Cinquante ans plus tard, un autre sondage organisé par le même magazine le classe au sixième rang des plus grands films de tous les temps. Dans la réactualisation de la liste en 2012, le film est classé 33e parmi les critiques et 10e parmi les réalisateurs.
Le film est également cité par la chaîne Turner Classic Movies comme l'un des films les plus influents de l'histoire du cinéma et est considéré comme faisant partie du canon du cinéma classique. Il est élu numéro 3 sur la prestigieuse liste Bruxelles 12 à l'Exposition universelle de 1958, et numéro 4 dans « Les 100 meilleurs films du cinéma mondial » du magazine Empire en 2010. Il est également inclus dans la liste du ministère italien du patrimoine culturel des 100 films italiens à sauver ayant « changé la mémoire collective du pays entre 1942 et 1978 ».

## Résumé
Antonio Ricci, quarante ans, vit dans une banlieue populaire de Rome, à Val Melaina, avec sa femme et ses deux enfants. Au chômage depuis deux ans, il a finalement la chance de trouver un emploi de colleur d'affiches, à condition qu’il ait une bicyclette. La sienne étant gagée au mont-de-piété, Maria, sa femme, y porte trois paires de draps afin de récupérer l’indispensable vélo. Le lendemain matin, il se rend à son travail, accompagné de Bruno, son fils de 7 ans, qui travaille dans une station-service. Ce même matin, alors qu’il a commencé sa tournée, sa bicyclette lui est volée, anéantissant d’un coup tous ses espoirs. Vainement, il se lance à la poursuite du voleur dans les rues de Rome, il doit se résoudre à porter plainte auprès de la police, qui lui laisse peu d’espoir.

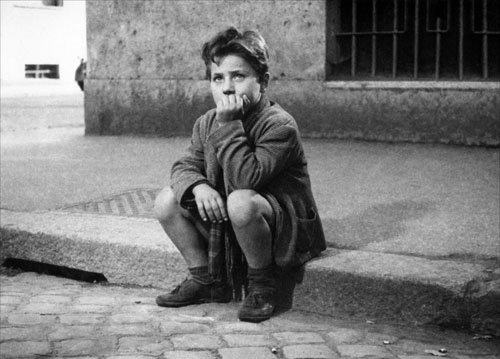
Enzo Staiola dans le rôle de Bruno

Le lendemain dimanche, avec son fils, son ami Baiocco et deux autres compères, ils vont au marché aux puces de la Piazza Vittorio, où pourrait se trouver le voleur désirant vendre le vélo. Ils trouvent un vélo qui semble celui d'Antonio auprès d'un revendeur, font appeler un policier pour vérifier le numéro de série mais il ne correspond pas. Après d’infructueuses recherches, Antonio se rend au marché de Porta Portese et aperçoit le voleur en pleine discussion avec un mendiant. Le garçon s’enfuit et le vieux mendiant ne veut rien dire, Ricci le harcèle jusque dans l’église pendant un office destiné aux pauvres. Le vieil homme ne dit rien et Bruno fait des reproches à son père. Ce dernier, excédé, gifle son fils.
Antonio demande à son fils de l'attendre près d'un pont pendant qu'il recherche le vieil homme, lorsque soudain il entend les cris de gens qui disent qu'un garçon est en train de se noyer. Se ruant sur les lieux, il se rend compte que ce n'est pas Bruno. Antonio propose à Bruno de déjeuner au restaurant, où ils oublient momentanément leurs problèmes, mais en voyant une riche famille se régalant devant un fin repas, il est de nouveau ramené à sa précarité et torturé par la perspective de redevenir chômeur.
Désespéré, Antonio consulte une voyante qui lui dit : « Tu trouveras ton vélo aujourd'hui, ou jamais ». En quittant la maison, le hasard lui fait retrouver son voleur qui se réfugie dans un bordel d'où ils sont expulsés par les femmes. Bruno va chercher un carabinier, qui inspecte l'appartement du voleur, sans résultat, et explique à Antonio que sans témoin pour lui et avec le voisinage comme alibi pour le voleur, il ne peut rien faire. Les hommes du quartier se liguent contre Ricci qui doit s’en aller.
Désabusé, il erre avec son fils du côté du Stadio Nazionale PNF où a lieu un match de football, tandis qu'à l'extérieur une nuée de bicyclettes attendent leurs propriétaires sur le parking. Il fait les cent pas distraitement alors que Bruno est assis sur le trottoir, son chapeau dans les mains. Il regarde de nouveau le parking et voit la foule de propriétaires récupérer leur vélo dans un flot ininterrompu. Il se dit que le monde est rempli des bicyclettes des autres. Il se remet à faire les cent pas, angoissé et agité, puis donne à Bruno de l'argent pour prendre le tramway et lui demande de l'attendre à Monte Sacro.
Antonio tourne autour d'une bicyclette qui semble abandonnée et, rassemblant son courage, s'en empare, mais il est rattrapé par des passants. Bruno, qui a raté le tramway, revient vers son père. Malmené par les personnes qui l'ont appréhendé, son chapeau roule par terre. Bruno le ramasse et essaye de le rendre à son père. Finalement, le propriétaire, dans un moment de compassion, décide de ne pas porter plainte, il est relâché, par pitié.
Ricci est libre, honteux, tandis que son fils, en pleurs, tient son chapeau dans la main. Ils se regardent brièvement. Antonio retient ses larmes. Bruno lui prend la main et le film se termine sur l'image de ce père qui continue son chemin vers l'inconnu, le bruit, la foule, la rue, l'incertitude du lendemain la plus totale.

## Fiche technique
- Titre original : Ladri di biciclette
- Titre français : Le Voleur de bicyclette
- Réalisation : Vittorio De Sica
- Scénario : Cesare Zavattini, Vittorio De Sica, Oreste Biancoli, Suso Cecchi D'Amico, Adollo Franchi, Gherardo Gherardi et Gerardo Guerrieri d’après un roman de Luigi Bartolini
- Décors : Antonio Traverso
- Assistant-réalisateur : Gerardo Guerrieri, Luisa Alessandri
- Photographie : Carlo Montuori (assistant : Mario Montuori)
- Montage : Eraldo Da Roma
- Musique : Alessandro Cicognini
- Production : Giuseppe Amato et Vittorio De Sica
- Directeur de production : Umberto Scarpelli
- Société de production : PDS (société de production de Sica)
- Sociétés de distribution : Ente Nazionale Industrie Cinematografiche - Umbrella Entertainment
- Pays d'origine :  Italie
- Langue originale : italien
- Budget : 133 000 USD
- Genre : drame social
- Format : noir et blanc - 1,35:1
- Durée : 93 minutes
- Dates de sortie : 
  - Italie : 24 novembre 1948
  - France : 26 août 1949
  -  : 13 décembre 1949

## Distribution
- Lamberto Maggiorani (VF : Jacques Beauchey) : Antonio Ricci
- Enzo Staiola (VF : Christian Simon) : Bruno Ricci
- Lianella Carell (VF : Renée Régnard) : Maria Ricci
- Gino Saltamerenda (VF : Raymond Rognoni) : Baiocco
- Vittorio Antonucci : le voleur
- Giulio Chiari : le vieux mendiant
- Elena Altieri : la dame de charité
- Carlo Jachino : un mendiant
- Michele Sakara : la secrétaire de l’organisation charitable
- Emma Druetti
- Fausto Guerzoni : un acteur amateur
- Giulio Battiferri : un citoyen qui protège le vrai voleur (non crédité)
- Ida Bracci Dorati : La Santona (non crédité)
- Nando Bruno (non crédité)
- Eolo Capritti : le policier (non crédité)
- Memmo Carotenuto (non crédité)
- Giovanni Corporale (non crédité)
- Sergio Leone : un séminariste (non crédité)
- Mario Meniconi : Meniconi, le balayeur des rues (non crédité)
- Massimo Randisi : un enfant riche dans le Restaurant (non crédité)
- Checco Rissone : un garde sur la Piazza Vittorio (non crédité)
- Peppino Spadaro : un officier de police (non crédité)
- Umberto Spadaro (non crédité)

## Production

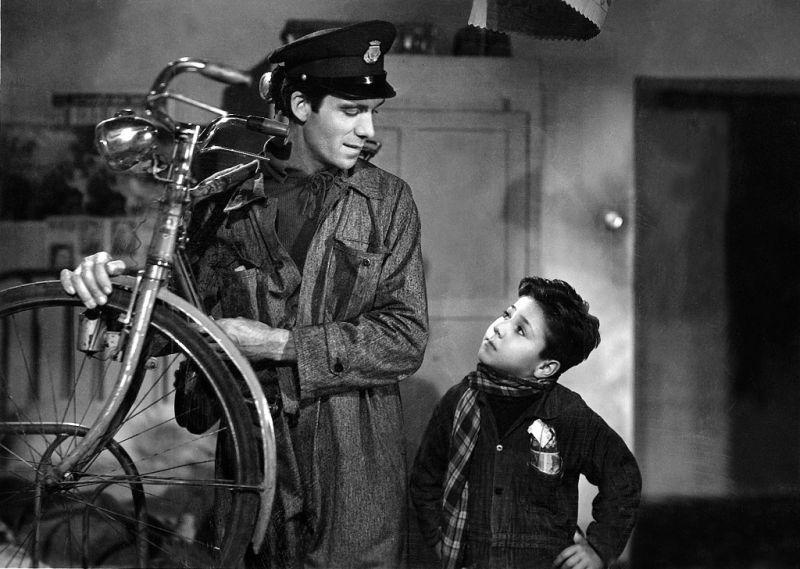
Une scène du film

Le Voleur de bicyclette est l'œuvre la mieux connue du néoréalisme italien, un mouvement initié par Roberto Rossellini en 1945 avec Rome, ville ouverte et qui tente de donner au cinéma un style beaucoup plus réaliste. De Sica vient tout juste de réaliser le très controversé Sciuscià et il est incapable d'obtenir le soutien financier de studios importants pour son film. Aussi il finance son projet lui-même et avec l'aide d'amis. Son projet est de montrer le chômage et la pauvreté de l'Italie de l'après-guerre. Pour cela, il choisit un roman de Luigi Bartolini comme base générale pour son scénario qu'il co-écrit avec Cesare Zavattini et d'autres. Suivant les principes du néoréalisme, De Sica tourne seulement en décors extérieurs naturels dans les rues de Rome (aucune scène en studio) et avec des acteurs non professionnels (Lamberto Maggiorani, par exemple, est un ouvrier d'usine). De Sica cherche à recréer un parallèle entre leurs vies réelles et leurs vies à l'écran toujours dans l'optique de plus de réalisme. De Sica auditionne Maggiorani alors que ce dernier amène son jeune garçon pour auditionner. Plus tard, il auditionne Enzo Staiola, âgé de huit ans, qu'il remarque en train d'aider son père à vendre des fleurs, lors de ses repérages dans les rues de Rome. La scène finale dans laquelle Antonio et Bruno s'éloignent de la caméra en marchant main dans la main est un hommage à de nombreux films de Charlie Chaplin qui est un des réalisateurs préférés de De Sica.
Parallèlement, il prend des contacts à Hollywood, et notamment avec le producteur David Selznick qui, s'étant déclaré intéressé, veut imposer Cary Grant dans le rôle d’Antonio Ricci. Le réalisateur trouve finalement les moyens nécessaires en Italie et tourne dans les rues de Rome avec des acteurs non professionnels.

### Traduction du titre
Les pluriels de ladri et de biciclette dans le titre original étaient particulièrement signifiants : loin de s'en tenir à décrire le parcours d'un seul voleur de bicyclette, le film dressait symboliquement le constat plus global du marasme social de cette Italie d'après-guerre. La question sous-jacente posée par le titre était donc : « l'Italie n'est-elle plus peuplée que de voleurs de bicyclettes ? », une nuance perdue dans la traduction française.[réf. souhaitée]

## Commentaires
En cette période d’après-guerre, le néoréalisme s’impose dans une Italie vaincue. Le Voleur de bicyclette, au même titre que Rome, ville ouverte de Roberto Rossellini, est emblématique d’un cinéma qui se veut plus proche de la réalité : tournages en extérieur dans des décors naturels, lumières naturelles, acteurs non professionnels. Consacré à la pauvreté, au chômage et à la vie dans les banlieues populaires, on a parfois conféré à ce film une valeur quasi documentaire.
À sa sortie en Italie, il suscite une polémique, les communistes lui reprochant de n’être qu’une peinture de la vie des classes les plus pauvres sans apporter de propositions, et d’autres lui reprochant son misérabilisme[réf. nécessaire]. Le film connaît un grand succès international. Woody Allen le considère comme le plus beau film de l'histoire du cinéma.
Au moment où il se fait voler sa bicyclette, le personnage principal colle des affiches de Rita Hayworth pour la sortie du film Gilda en Italie.

## Distinctions
- Oscar du meilleur film étranger 1949 (décerné en 1950).
- BAFTA du meilleur film en 1950.
- En 1958, Le Voleur de bicyclette fut déclaré troisième meilleur film de tous les temps, derrière Le Cuirassé Potemkine et La Ruée vers l'or, par un jury lors de l'exposition universelle de Bruxelles.
- Ce film fait partie de la Liste du BFI des 50 films à voir avant d'avoir 14 ans établie en 2005 par le British Film Institute, intégrant même le top 10 de cette liste.